# 钱澄海
钱澄海（1934年—2008年4月24日），出生于上海，祖籍浙江鄞县（今属宁波）人，中国篮球运动员和教练。钱澄海身高仅181厘米，但打法灵活，场上位置是组织后卫。
钱澄海1952年参加中国人民解放军，1956年入选中国男篮，于1972年到1988年间长期担任中国国家篮球队主教练。曾带领中国男篮连续夺得五届亚洲篮球锦标赛冠军，世界篮球锦标赛的第九名，第八屆、十屆亞運會男籃金牌和奥运会篮球赛的第十名。曾當選為第三、五、六屆全國人大代表。
2008年4月24日因骨癌病逝，終年74歲。